# Fine Champagne
Коньяк Fine Champagne — смесь коньячных спиртов (о-де-ви) из двух наиболее престижных регионов провинции Коньяк: Grande Champagne и Petite Champagne. Таким образом, коньячные спирты с названием Fine Champagne относятся к произведенным в провинции Коньяк с Appellation d’origine Contrôlée (зарегистрированное наименование места происхождения коньяка). Такие коньячные спирты относятся к крю провинции Коньяк, поэтому Fine Champagne — это не крю, а категория коньячных спиртов.
Среди всех крупных коньячных домов дом Rémy Martin специализируется именно на производстве коньяков в категории Fine Champagne.
Эту категорию спиртов не следует путать с Fine de Champagne, что означает «eau-de-vie de vin», «бренди», производимый в провинции Шампань AOC (Appellation d’origine Contrôlée, зарегистрированное наименование места происхождения).

## Официальное постановление

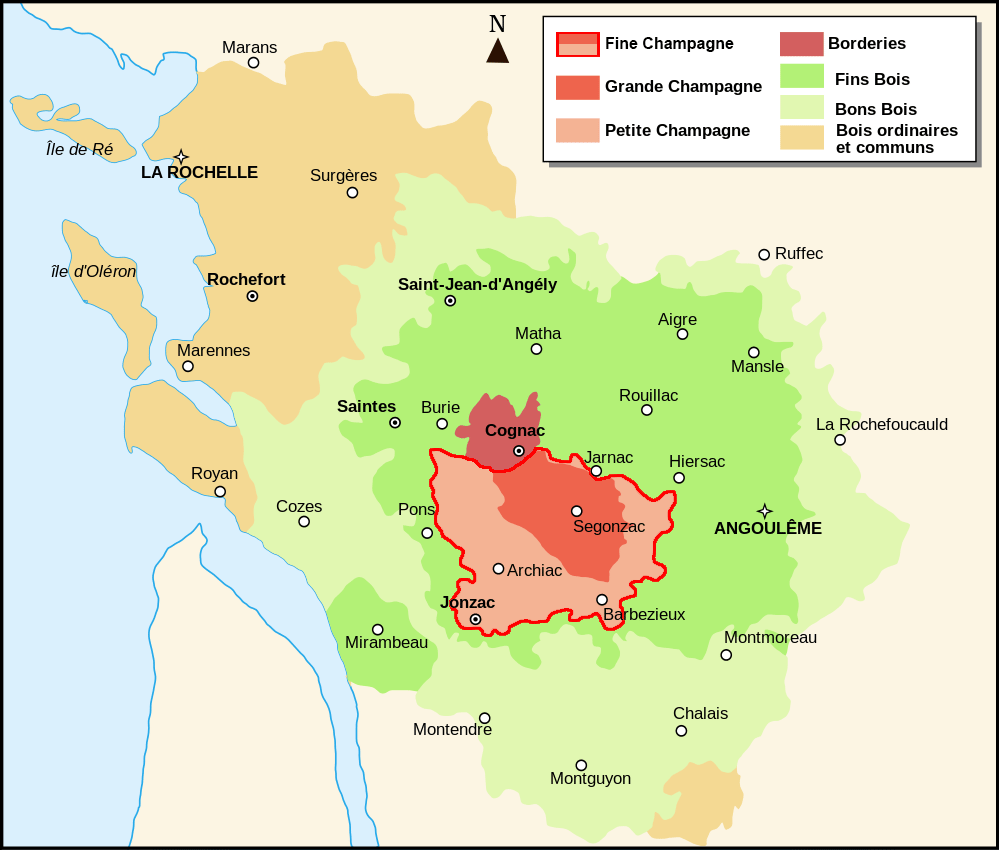
Карта региона Коньяк

Согласно классификации Национального межпрофессионального бюро коньяка (фр. Bureau national interprofessionnel du cognac, сокр. BNIC), коньяк является результатом смешения выдержанных о-де-ви (коньячных спиртов) из различных крю, но это необязательно. «Appellation Cognac Fine Champagne Contrôlée» (зарегистрированное наименование места происхождения Cognac Fine Champagne) обозначает, что о-де-ви (коньячные спирты) происходят исключительно из двух крю: Grande Champagne и Petite Champagne, при этом в купаже должно быть как минимум 50 % о-де-ви (коньячных спиртов), принадлежащих крю Grande Champagne.

## Происхождение и история
В XIX веке геолог и палеонтолог из провинции Шаранта Анри Кокан (Henri Coquand) посвятил свои многочисленные исследования почвам для производства коньяка. Его исследования привели к выделению отдельных крю. Однако происхождение Cognac Fine Champagne по-прежнему неизвестно; возможно, эта категория появилась в классификации ещё до исследований Анри Кокана. Это название использовалось Эмилем Реми Мартаном (Emile Rémy Martin), владельцем семейного коньячного дома, который производил и продавал коньяк в XIX веке. Он купажировал о-де-ви (коньячные спирты) из двух наиболее престижных крю, и в то время его бизнес значительно расширился. В доме Rémy Martin считается, что 1848 год — это год рождения коньяка категории Fine Champagne. Записи из архивов дома Rémy Martin подтверждают, что это название использовалось с 1820 года, тогда же Коньяк был законно признан регионом производства этого напитка. «Первые правовые документы, защищающие наименования происхождения, датируются 1824 годом, — пишет историк Жиль Бернар. Франция гарантирует происхождение о-де-ви (коньячного спирта), указывая провинцию: Коньяк. (…) Производители коньяка производят все больше и больше купажей о-де-ви из различных провинций департамента Шаранта, чтобы удовлетворить растущий спрос взыскательных клиентов».

## Производство
Провинция Коньяк AOC делится на шесть крю, которые соответствуют областям производства: Гранд Шампань, Птит Шампань, Бордери, Фен Буа, Бон Буа и Буа Ординер. Разделение на крю в соответствии с геологическими особенностями и некоторыми другими критериями было осуществлено в XIX веке, зарегистрировано в 1909 году и законно определено в 1938 году.
Коньяк Fine Champagne производится из о-де-ви (коньячных спиртов) из двух самых престижных крю (Гранд Шампань и Птит Шампань), которые имеют меловую почву. Эти терруары позволяют получать очень ароматные, медленно созревающие о-де-ви с огромным потенциалом к выдержке. Птит Шампань известна потенциалом своих коньяков. Гранд Шампань славится утонченностью вкуса своих коньяков. Самое интересное в Fine Champagne — это сочетание двух видов о-де-ви (минимум 50 % из Гранд Шампань), что создает гармонию многогранных ароматов и очень долгое послевкусие (кодали). Почвы двух этих главных крю, мягкие и известняковые, сформировались еще в Меловый период. Они обладают большой способностью удерживать воду, обеспечивая непрерывное снабжение корней виноградной лозы нужными элементами. Верхний слой почвы отражает свет, который способствует усиленному росту винограда. Можно также сказать, что умеренный морской климат, преобладающий над микроклиматом, влияет на выращивание винограда. Винный материал коньяка Fine Champagne чаще всего состоит из винограда «уни блан». Однако иногда используются сорта «фоль бланш» и «коломбар». Виноград «уни блан», иногда называемый «треббиано», завезен из Италии. Он известен своей утонченностью, живостью вкуса и кислинкой, что идеально подходит для последующей дистилляции. Благодаря позднему цветению «уни блан» менее восприимчив к заморозкам. Этот тип винограда также выращивают в промышленных целях в провинциях Прованс, Лангедок, Корсика, в Италии и Болгарии.
Качество коньяка также зависит от процесса выращивания винограда, дистилляции, выдержки и навыков мастера купажа. Сочетание всех этих элементов отражается в термине «терруар».
Из 75 000 гектаров апелласьона провинции Коньяк Гранд Шампань занимает площадь 13 200 гектаров, а Птит Шампань — 15 200 гектаров. В 1960-х годах Андре Эрьярд Дюбрей из дома Rémy Martin создал l’Alliance Fine Champagne (Альянс Fine Champagne). Этот альянс объединяет тысячи виноделов из Птит Шампань и Гранд Шампань и поставляет почти 90 % из всех о-де-ви для дома Rémy Martin.

## Коньячные Дома Fine Champagne
Другие коньячные дома, которые производят и продают Fine Champagne:
- A. De Fussigny, Grosperrin
- Bache
- Brastaad
- De Luze
- Grosperrin
- Hine
- Le Roch
- Rémy Martin
- Tiffon.
- Brugerolle